# Vorstengraf Oss en De Zevenbergen
De archeologische monumenten Vorstengraf Oss en De Zevenbergen zijn twee gebieden met grafheuvels, urnenvelden en vlakgraven uit de Nederlandse bronstijd (Nederrijnse urnenveldencultuur) en vroege Nederlandse ijzertijd (vroege Hallstattcultuur). Ze worden tegenwoordig gescheiden door snelwegen maar vormden mogelijk ooit een groter complex.
Het Vorstengraf bij Oss is de grootste grafheuvel van Nederland. De heuvel was drie meter hoog en had een diameter van 54 meter. Het graf werd ontdekt en onderzocht in 1933 en herontdekt in 1997.
In Nederland zijn uit deze periode rijke grafheuvels gevonden in Wijchen, Baarlo, Ede, Venlo en Rhenen. De vondsten wijzen op contacten met het Alpengebied.

## Omgeving

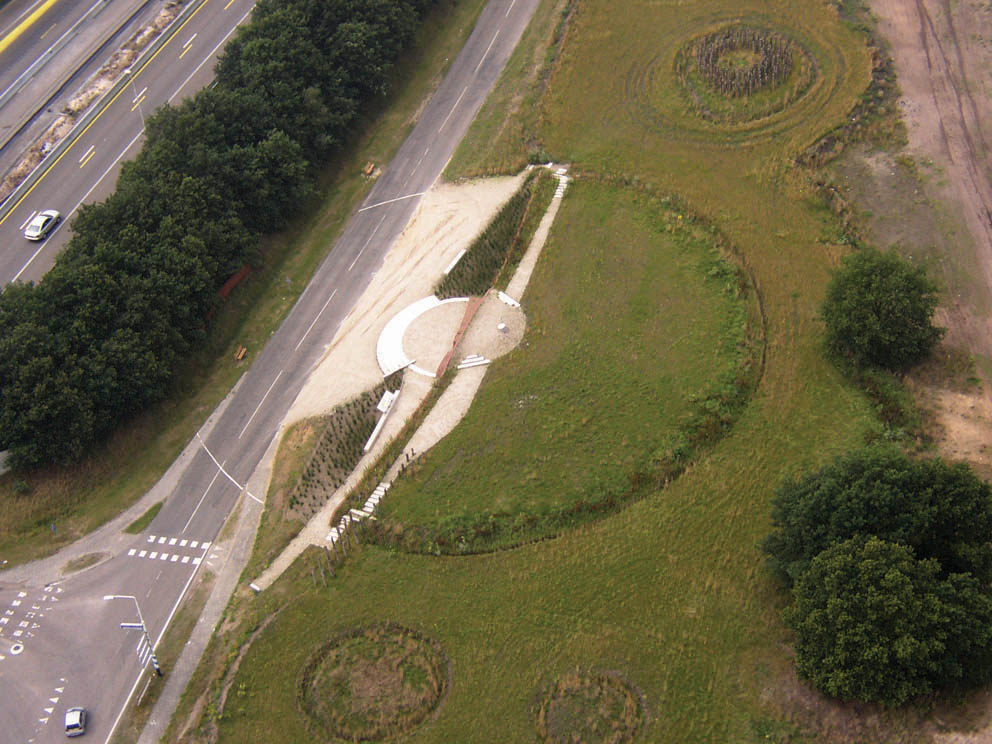
Luchtfoto van het Vorstengraf met kringgreppel- en vlakgraven, de Zwaardweg loopt door de omtrek van de heuvel en links is de snelweg te zien

Het Vorstengraf en De Zevenbergen zijn gelegen aan het knooppunt Paalgraven. Dit knooppunt is vernoemd naar de paalkransen omringde grafheuvels die bij de Zevenbergen zijn gevonden. Deze graven zijn aangelegd in de periode van de Vroege Bronstijd tot de Vroege IJzertijd, dus van 2000 v.Chr. tot 700 v.Chr.
Het is goed mogelijk dat de Vorstengrafheuvel en De Zevenbergen oorspronkelijk aaneengesloten lagen, maar door de grote ingrepen voor wegenaanleg is onderzoek van het tussenliggende gebied onmogelijk.
Op zo'n 700 meter ten zuiden van De Zevenbergen is een laat-neolithische grafheuvel uit 2.500 tot 2000 v.Chr. aangetroffen.
Ten oosten van het grafveld werden resten van een landweer aangetroffen, die waarschijnlijk aansluit op de landweer die in 1978 ten zuiden van het aangrenzende Berghem werd gevonden.
Ten noorden van het Vorstengraf is een bronzen bijl uit de 16e eeuw v.Chr. aangetroffen. Dit was een vochtig terrein, aangenomen wordt dat het om een depotvondst gaat.
In 2009 werd een tweede vorstengraf ontdekt op enkele honderden meters van het Vorstengraf. De vondsten uit dit graf (heuvel 7 van De Zevenbergen) zijn overgebracht naar Museum Jan Cunen.
In de omgeving van beide Vorstengraven werden andere grafheuvels aangetroffen. De groepen grafheuvels liggen op een hoog gedeelte van de Maashorst. De verschillende vondsten zijn in 2010 gepresenteerd in Museum Jan Cunen. In 2014 werd het gebied toegankelijk voor toeristen.
In 2011 werd bekendgemaakt dat er in 2010 ook een vorstengraf is ontdekt in Uden. Het Vorstengraf Uden maakt onderdeel van het prehistorische grafveld Slabroekse Heide op de Maashorst. Deze "vorst" werd echter niet gecremeerd, maar begraven. Hierdoor is het uniek in Nederland. De vondsten worden gepresenteerd in het Museum voor Religieuze Kunst.

## Vorstengraf Oss

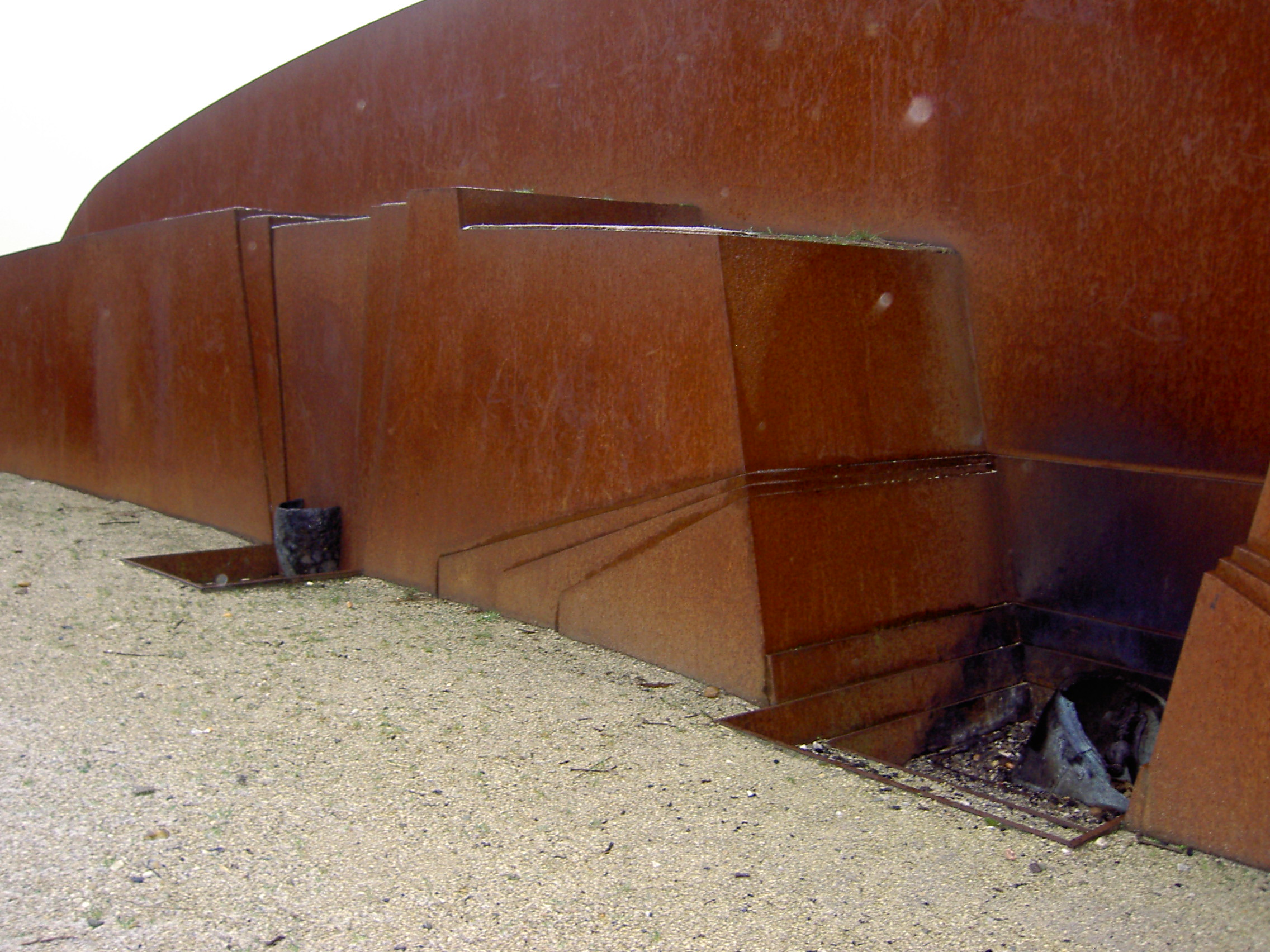
Vorstengraf met replica's van de vondsten, de stalen plaat laat een doorsnede zien van twee heuvels

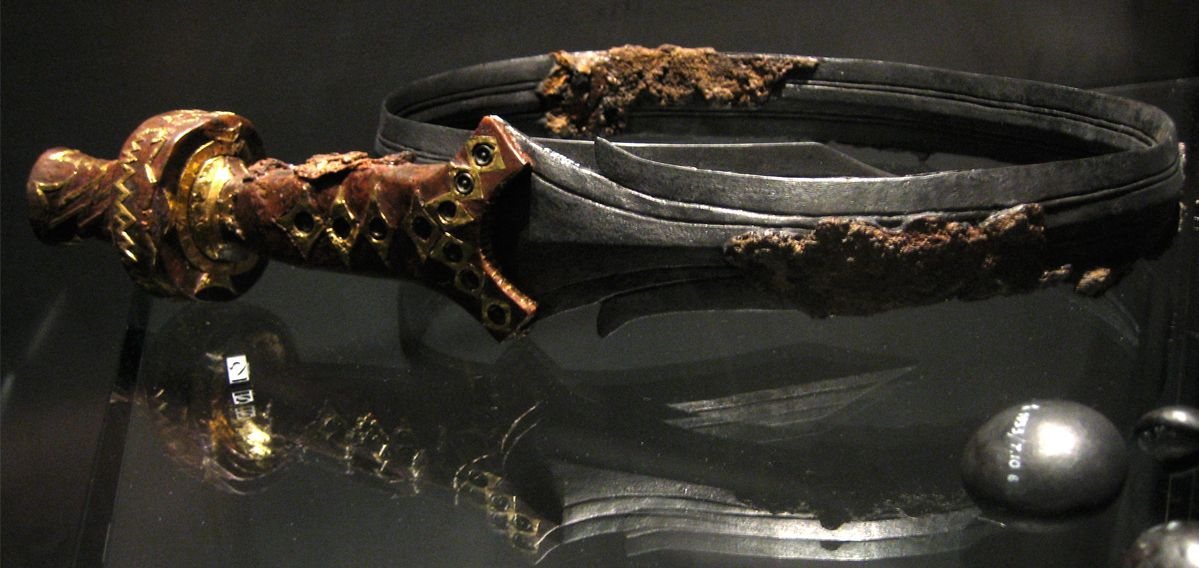
Het kromgesmeed ijzeren zwaard in het Rijksmuseum van Oudheden, Leiden

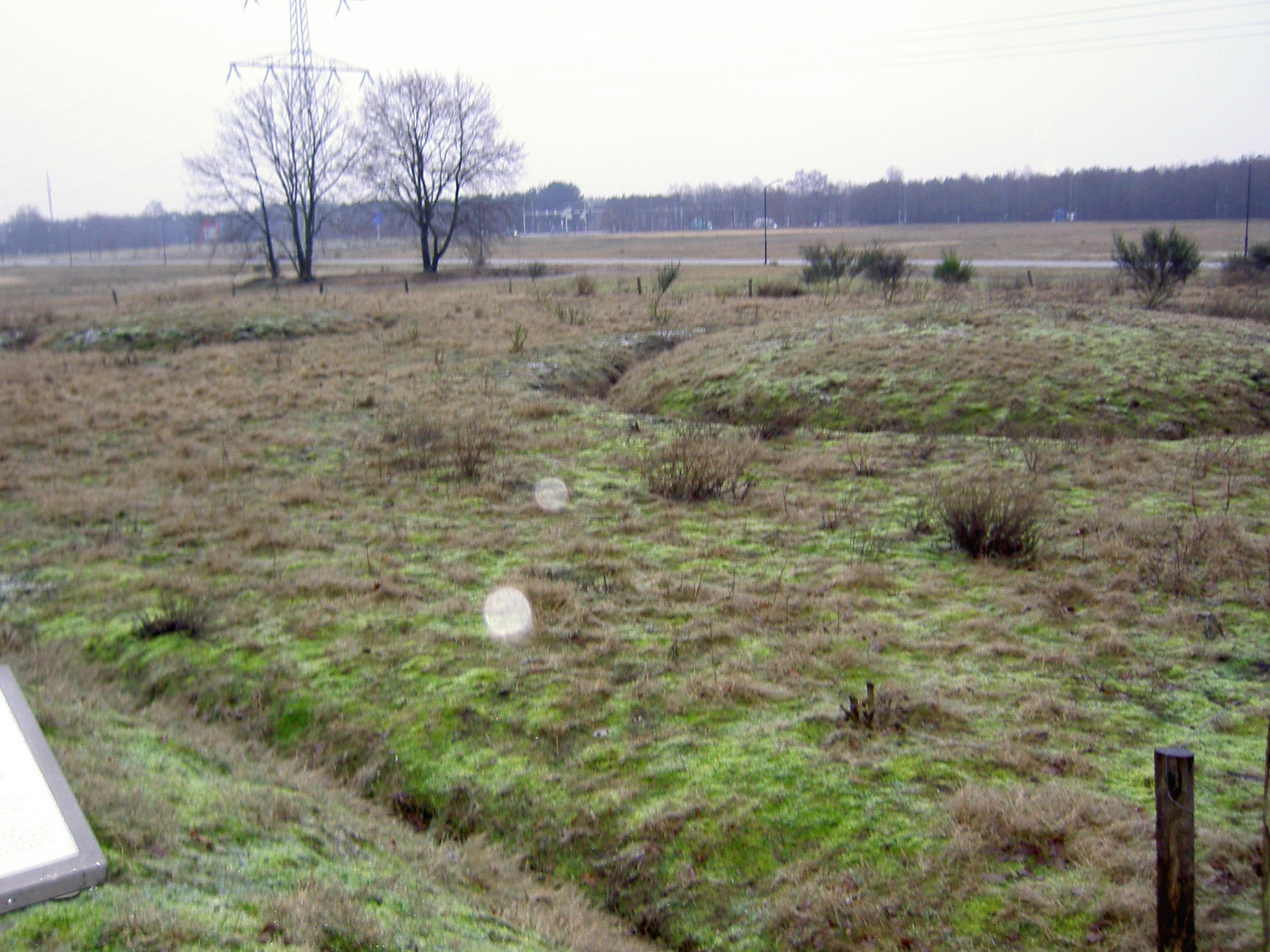
Kringgreppel- en vlakgraven bij het Vorstengraf (op de oorspronkelijke plaats)

### Eerste vondsten
In 1933 werden prehistorische potten gevonden bij de aanleg van een woonwagenkamp op de Osse Heide. De archeoloog Jan Hendrik Holwerda werd ingelicht, maar hij vond het niet nodig om naar de opgraving te komen. Het gebied werd onderzocht en het zogeheten Vorstengraf werd blootgelegd, de enorme heuvel was omstreeks 600 v.Chr. opgeworpen uit plaggen.
Op 13 februari 1933 werd een bijzondere vondst gedaan. Twee gravers waren naar de Zevenbergen gestuurd door heemkundige F. Bloemen van de Oudheidkamer van Wijchen om tijdens de graafwerkzaamheden voor de aanleg van het woonwagenkamp poolshoogte te nemen. Er waren al enkele urnen gevonden. Toen de gravers aankwamen, was er al een groot gedeelte van de heuvel afgegraven. Ze vonden iets blinkends en belden in een naburige herberg naar de heer Bloemen, die het Rijksmuseum van Oudheden inschakelde. De volgende dag arriveerde de Leidse archeoloog F.C. Bursch en de opgraving werd voortgezet. De vondst werd in papier omhuld en ingesmeerd met gips, daarna werd het op een stalen plaat geschoven en op de vrachtwagen geplaatst.
Het vorstengraf bevatte een bronzen wijnemmer (situla) waarin zich een kromgesmeed ijzeren Mindelheim-zwaard, versierd met goud, uit 700 v.Chr. bevond. Holwerda vermeldde nog enkele onherkenbare klompen roest en nam niet de moeite ze verder te onderzoeken. Het zwaard is een van de oudste ijzeren voorwerpen van Nederland en geen ander in Nederland gevonden zwaard uit de prehistorie is afgewerkt met goud. In het oorsprongsgebied (Zuid-Duitsland) werden zwaarden niet gebogen of werden ze gebroken, wat waarschijnlijk gebeurde om te voorkomen dat de geest van de overledene het zwaard nog kon gebruiken. De vondst is overgebracht naar het Rijksmuseum van Oudheden te Leiden. Daar is een tentoonstelling met de vondsten te bekijken
In Leiden werd de situla onderzocht. De bronzen urn is waarschijnlijk afkomstig uit het oostelijk Alpengebied; situlae werden daar gebruikt bij drinkfeesten en als grafgift meegegeven. De emmers werden in het oorsprongsgebied gebruikt voor wijn of mede. In het Vorstengraf is de situla echter gebruikt als urn; het bevatte (naast het kromgesmede zwaard) gecremeerde beenderen. 
In de jaren zestig werden de door Holwerda als klompen roest omschreven vondsten nader onderzocht. De wijnemmer bevatte ook een mes, een scheermes, twee paardenbitten, een ijzeren kokerbijl, drie kledingspelden, een paardentuig, ijzeren objecten met onbekende functie, restanten van een houten object, een slijpsteen, leerbeslag, een versierd bot, bronzen ringen, een ovaal plaatje, weefsel en een versierde bronzen dop (mogelijk paardentuig). De twee paardenbitten wijzen erop dat de overledene zich liet voortbewegen in een wagen die getrokken werd door twee paarden (in een Vorstengraf in Wijchen werd een wagen aangetroffen).
Het is onbekend of de crematieresten van een man of vrouw zijn, maar aangenomen wordt dat het om een man gaat. De wervelkolom is verbeend. Het zwaard werd in 1993 gerestaureerd. 
De vondst was van nationaal belang, maar de archeologische vindplaats stond niet langer in de belangstelling. Op de plek van het Vorstengraf kwam later een autokerkhof/sloperij. het gebied moest (door de vervuiling ontstaan door dit bedrijf) later worden gesaneerd.

### Herontdekking
Het Vorstengraf werd in 1997 herontdekt, op de plaats waar de school in het woonwagenkamp had gestaan, en werd verder onderzocht. Er bleek slechts een kwart van de heuvel bewaard gebleven, de rest is verloren gegaan door wegenaanleg.
Onderzoek wees uit dat de Vorstengrafheuvel aangelegd is op een oudere grafheuvel. De oudere grafheuvel heeft een diameter van 14 meter en stamt uit de Bronstijd, ca. 1800 v.Chr. Opmerkelijk is dat de locatie van de urn van de vorst niet, zoals gebruikelijk, centraal in de heuvel is bijgezet. Het lijkt alsof de oudere begraving doelbewust gemeden is, ondanks de lange periode die tussen beide begravingen lag.
Van 1997 tot 2005 werd in totaal ruim 5 kilometer aan proefsleuven gegraven in het omringende gebied. Het gebied rond het Vorstengraf ligt op de Peelrandbreuk en daalt van 26 meter naar 11 meter binnen een afstand van enkele honderden meters.

### Restauratie

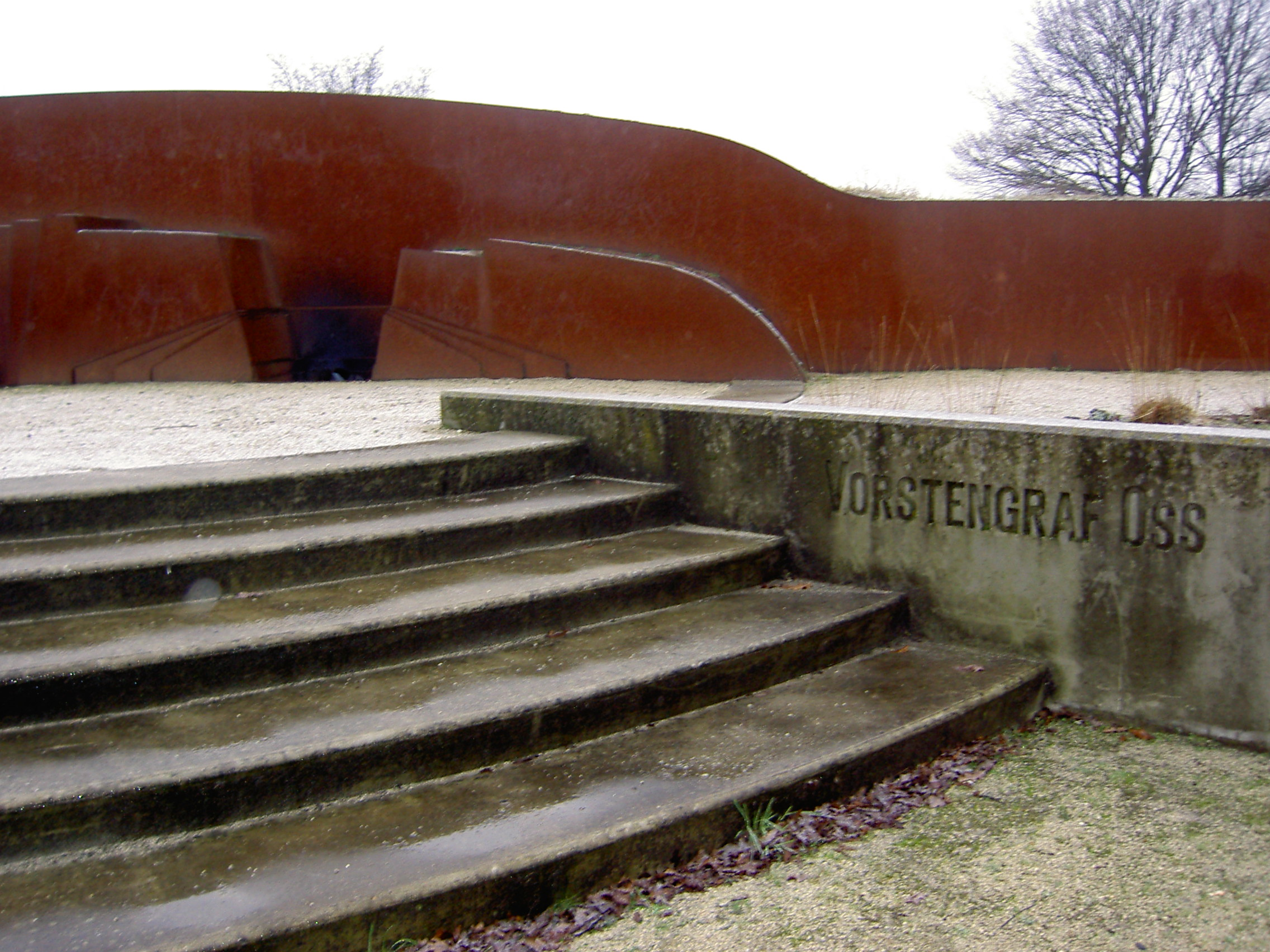
doorsnede van het Vorstengraf, de bovenste traptrede markeert de omtrek van een oudere grafheuvel, met op de achtergrond de replica van de bronzen wijnemmer met (kromgesmeed) ijzeren zwaard

De grafheuvel is sinds juli 2003 (gedeeltelijk) gerestaureerd, een gedeelte van de omtrek van de heuvel is aangegeven met palen. De Zwaardweg loopt door de omtrek van de Vorstengrafheuvel, een stalen plaat aan de overzijde van deze weg geeft de hoogte van het oorspronkelijke maaiveld van het toenmalige landschap aan. Met de bovenste trede van de trap is de omtrek van de oudere grafheuvel aangegeven.
Het Vorstengraf met daaronder het bronstijdgraf en ijzertijdgraven is op het oorspronkelijke niveau aangelegd en het hele grafveld ligt nu ca. 1 meter hoger dan de rest van het huidige landschap. Er is een gedeelte van een dubbele zware palenrij gereconstrueerd, deze allee liep naar het Vorstengraf. In de omgeving zijn tevens enkele kringgreppel- en vlakgraven gereconstrueerd.
In de doorsnede van de heuvel zijn twee replica's van vondsten aangebracht.

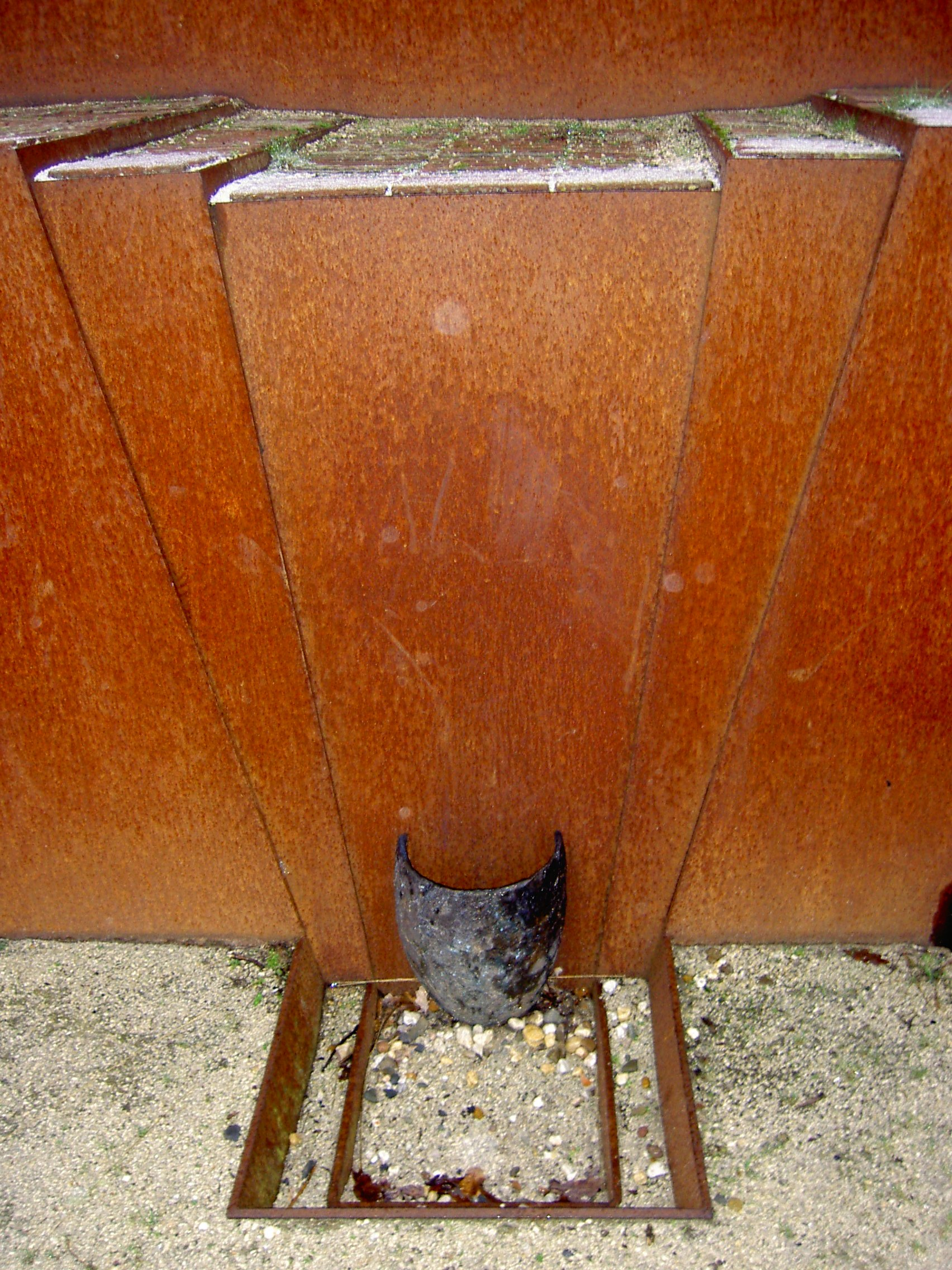
Kunstzinnige weergave van een aardewerken pot in het Vorstengraf
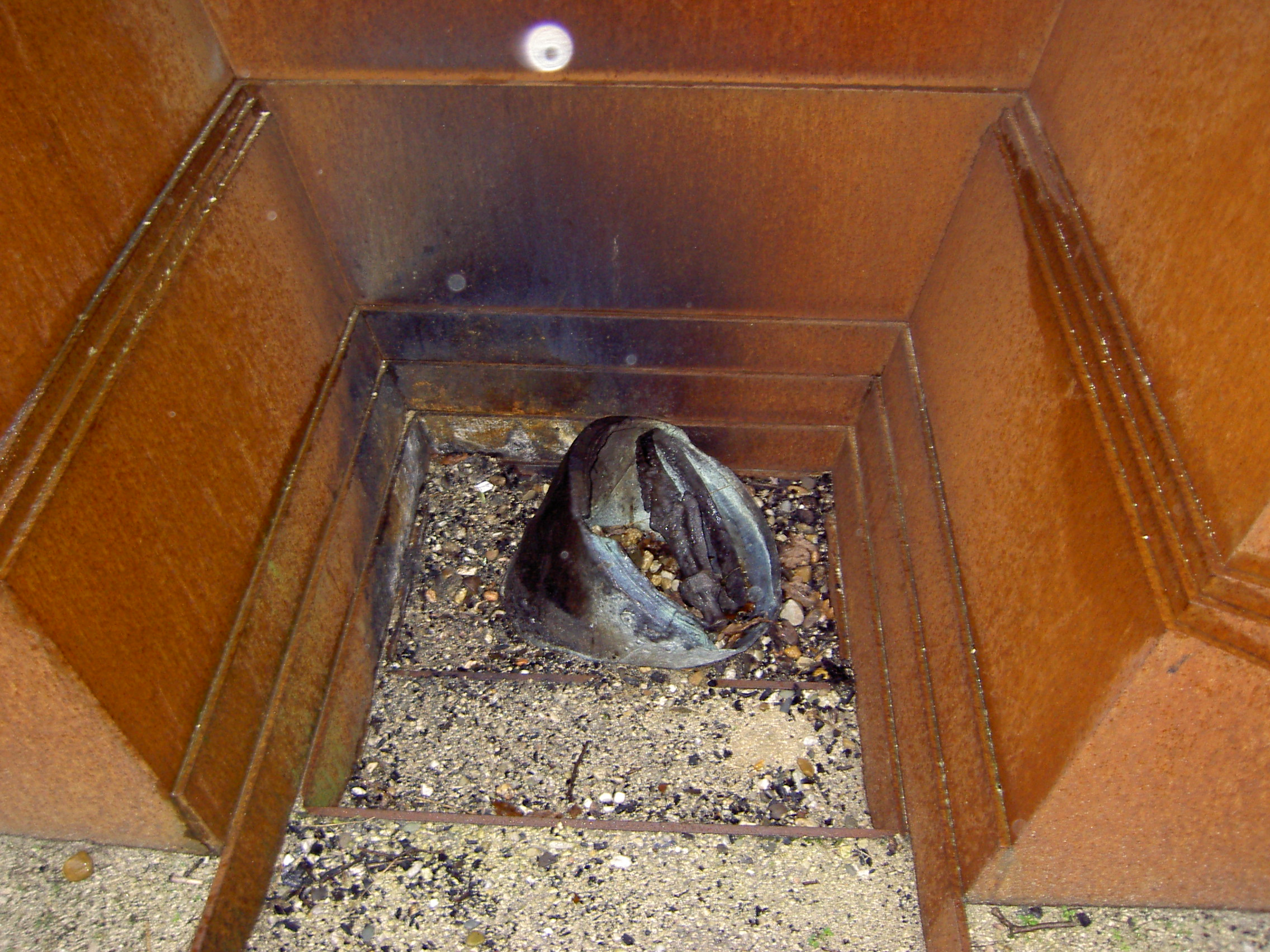
Kunstzinnige weergave van de bronzen wijnemmer (situla) met kromgesmeed ijzeren zwaard

### Urnenveld
Ten oosten en zuiden van het Vorstengraf werd een urnenveld uit de Late Bronstijd en Vroege IJzertijd gevonden. Crematieresten zijn in een urn of doek bijgezet. Soms werd er geen gebruik gemaakt van een opgeworpen heuvel (vlakgraven). Vrij snel na de oprichting van het Vorstengraf is dit grafveld buiten gebruik geraakt.

### Paalkransheuvels

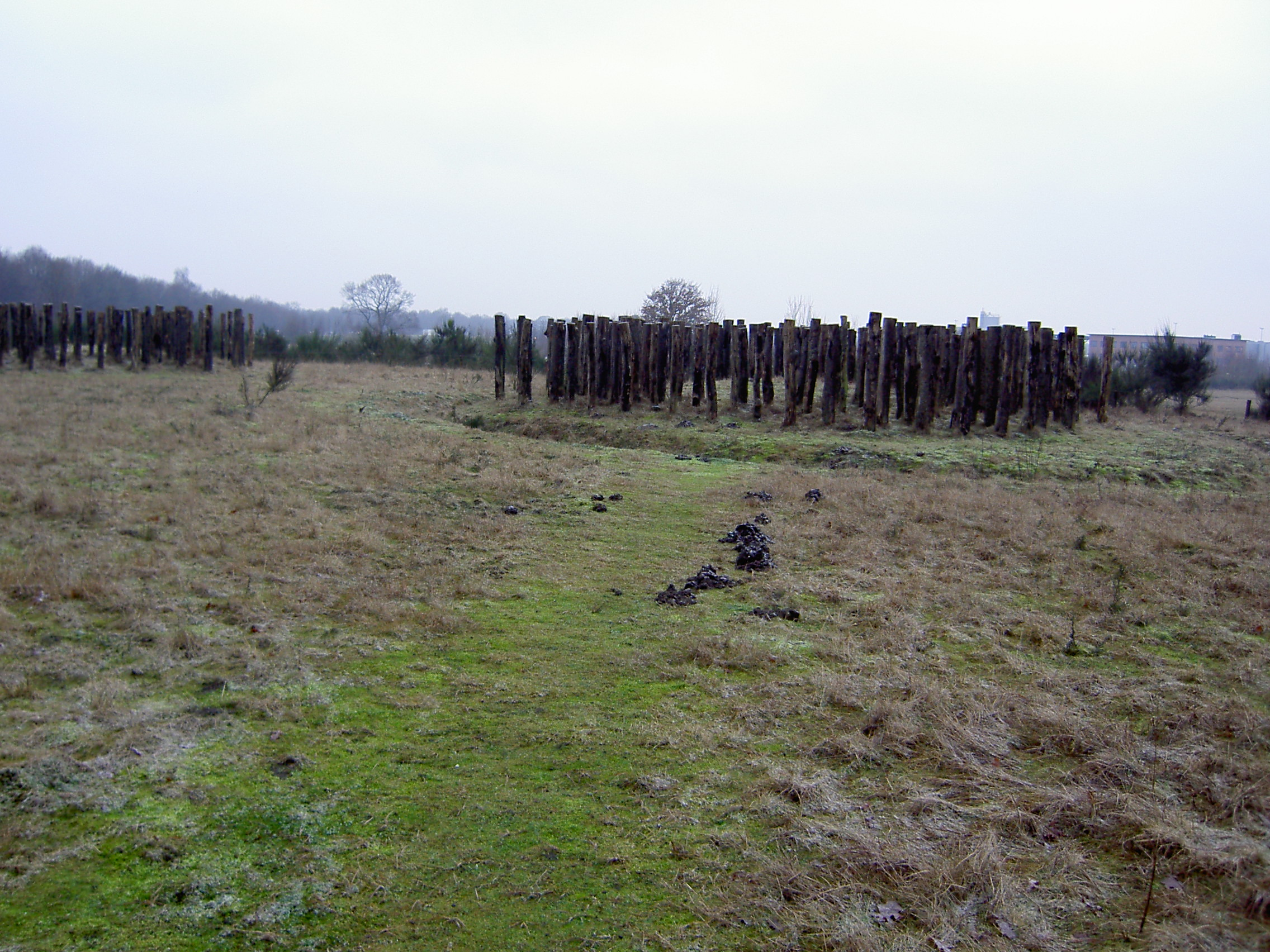
Gereconstrueerde paalkransheuvels nabij het Vorstengraf, oorspronkelijk lagen deze paalkransheuvels zuidelijker (nu het tracé van de snelweg)

In de omgeving van het Vorstengraf zijn twee paalkransheuvels afgegraven, hier werden de resten van twee jonge mannen gevonden. De palen hebben volgens archeologen waarschijnlijk een rituele functie gehad. Een van de heuvels is omgeven door een ovale greppel. Deze paalkransheuvels zijn gereconstrueerd op een plek ten westen van het Vorstengraf. De oorspronkelijke vindplaats van deze paalkransheuvels is zuidelijker en ligt onder het huidige tracé van de snelweg.

### Replica rand van de situla en kromgesmeed zwaard
Voor het museum Jan Cunen in Oss is op de rotonde een enorme replica van het kromgebogen zwaard geplaatst in een opstaande rand van de situla geplaatst. Het is vijf meter hoog. Op de middag voor de onthulling zijn er mini-situla's begraven door schoolkinderen uit de buurt.

## De Zevenbergen

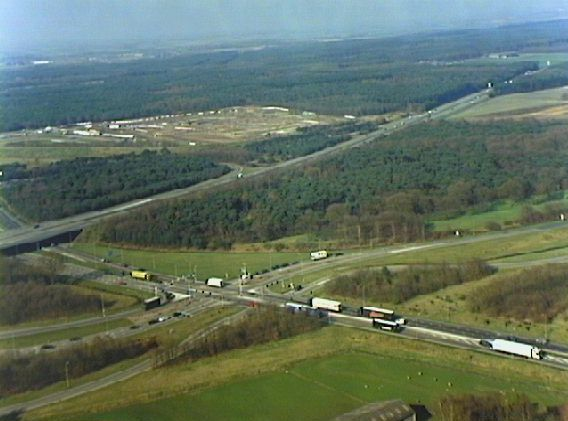
Knooppunt Paalgraven in 2002; het gebied van De Zevenbergen is bebost

Het gebied De Zevenbergen (ook wel De Zeven Bergen, gelegen bij de buurtschap Zevenbergen, of de paalgraven) ligt op een afstand van zo'n 400 meter van het Vorstengraf. Vanaf de snelweg zijn de gereconstrueerde heuvels van De Zevenbergen zichtbaar. Het gebied ligt ingesloten tussen snelwegen, maar is via een voetgangersbrug toegankelijk.
Het gebied werd tussen 1810 en 1837 bebost. Bij heideontginning werden in 1837 enkele crematieurnen aangetroffen. De urnen zijn destijds in stukken geslagen, C.R. Hermans noteerde de vondst. Het gebied is in 1964 en 1965 onderzocht en daarbij werden zeven grafheuvels aangetroffen. Er werd één heuvel compleet afgegraven, een andere heuvel gedeeltelijk en een derde werd in kaart gebracht.
In 1969 werd het terrein opnieuw onderzocht. Provinciaal archeoloog Beex wees tien heuvels aan, maar er zijn geen bronnen om deze opnieuw aan te wijzen. Het terrein werd echter wettelijk beschermd, waardoor de snelweg om het gebied werd geleid (het gebied rond het Vorstengraf werd hierbij echter over het hoofd gezien, waardoor toch veel verloren is gegaan).
Toen het knooppunt later werd aangepast, moest dit onderzoek een vervolg krijgen. Proefsleuven brachten aan het licht dat zich in het gebied een palenrij van ten minste 100 meter lengte heeft bevonden. Vanaf 2004 volgde de eigenlijke opgraving van verschillende heuvels. Ook werd het gebied tussen deze heuvels blootgelegd, dit toonde een (inmiddels onzichtbaar) grafveld aan. Een van de zeven heuvels uit het onderzoek van 64-65 bleek een zandheuvel, en geen grafheuvel, te zijn. Er werden echter twee grafheuvels ontdekt, die bij dat onderzoek aan het oog van de onderzoekers ontsnapten.
Onderstaande nummering is op basis van het jongste onderzoek. De heuvels 1, 2, 4, 5, 6, 7 en 8 liggen in een rij, met een zandduin als basis, op een zandrug.

### Heuvel 1
Heuvel 1 stamt uit de Late-Bronstijd en was ovaal en minimaal 23,5 meter lang en 4,7 meter breed. De heuvel was 30 tot 50 centimeter hoog en omringd door een ondiepe greppel. Het oostelijk deel is in het verleden ernstig beschadigd geraakt, misschien bevond zich in dat deel het eigenlijke graf uit de tijd van de oprichting.
Om de heuvel werd een kringgreppel, met opening naar het zuidoosten, gevonden (in het lichaam van een oudere grafheuvel).

### Heuvel 2
Heuvel 2 komt uit de Midden-Bronstijd en was rond, zo'n 60 centimeter hoog en had een diameter van 12 meter. In deze heuvel werd een bijzetting (een Schräghals-urn) aangetroffen, met de verbrande resten van een vrouw van 30 tot 50 jaar. Ook bevatte de urn een fragment van een wetsteen met sporen van rode oker, een verbrand stuk zandsteen en een bewerkt stukje bot. Ook werd een kuil van 240 bij 220 centimeter aangetroffen, hier werden geen menselijke resten in aangetroffen.
Er werden twee kransen van paalgaten aangetroffen, een enkele en een dubbele rij palen. Deze begrenzing rond de grafheuvel werd aangelegd voor de grafheuvel werd opgeworpen. Ook werd een urn uit de Vroege IJzertijd bijgezet in deze grafheuvel.
In de 13e eeuw werd op de heuvel een galg opgericht. Deze stond op een kruispunt van doorgaande karrensporen over de heide. Aan de rand van heuvel 2 werden drie graven aangetroffen. Twee van de graven bevatten nog determineerbare resten (van een jonge man, met handen gebonden achter de rug, en jonge vrouw). C14-datering wijst uit dat een jongeman in de 13e of 14e eeuw begraven is en aangenomen wordt dat de andere twee graven uit dezelfde tijd stammen (uit dezelfde tijd stamt een verzameling botten in een grafkuil in heuvel 7).

### Heuvel 3
Heuvel 3 stamt uit de Vroege IJzertijd en was 30 meter in diameter. Rond het terrein van heuvel 3 werd een kring van houten palen opgericht. Archeologisch onderzoek wijst uit dat dit gebeurde voor de grafheuvel werd opgeworpen. Er werd ook een greppel gegraven rondom de grote heuvel. Deze heuvel ligt niet op één rij met de andere grafheuvels, maar ten noorden van de heuvelsporen 9 tot 12.
Onderzoek wees uit dat de gebruikte plaggen zo'n 10 tot 15 centimeter dik en meer dan 30 bij 30 centimeter groot waren. Na het afplaggen bleef een groot kaal terrein achter. Alleen al voor heuvel 3 was dit kale gebied zo'n 2500 m² groot.
Er werd een stukje pijpbeen en een onherkenbare splinter bot aangetroffen. In het centrum van de heuvel werden verkoolde stukken hout aangetroffen. Een van de planken komt uit een reusachtige eik met een diameter van meer dan twee meter. Ook werden vier metalen voorwerpen (twee van brons en twee van ijzer) aangetroffen, erg bijzonder voor de tijd. De persoon voor wie deze heuvel is opgeworpen, had een hoge status.

### Heuvel 4
Heuvel 4 komt uit de Midden-Bronstijd en werd niet opgemerkt in het onderzoek van 64-65. De heuvel was rond, 50 centimeter hoog en 14,5 meter in doorsnee en werd later tweemaal opgehoogd tot een hoogte van 60 centimeter en 16 meter in diameter. De heuvel werd nog later bedekt met stuifzand.

### Heuvel 5
Heuvel 5 bleek bij nader onderzoek een zandduin te zijn in de rij grafheuvels op de zandrug. Dit sluit echter niet uit dat ook bezoekers en gebruikers in de latere prehistorie de heuvel aanzagen voor een voorouderlijk graf.

### Heuvel 6
Heuvel 6 werd in het onderzoek van 64-65 volledig afgegraven. De heuvel stamt uit de Late-Bronstijd en kende meerdere gebruiksfasen. De omtrek was 27 bij 7,5 meter, een graf uit de tijd van oprichting ontbreekt net als in heuvel 1. Wel werden scherven en crematieresten uit de Vroege IJzertijd aangetroffen.
In 2007 werden nieuwe sporen van de heuvel aangetroffen.

### Heuvel 7
De grootste grafheuvel (heuvel 7 met een diameter van 40 meter en een hoogte van 2 meter) werd pas in 2007 onderzocht; de aanwezigheid van dassen maakten een eerder onderzoek (tot 50 meter van deze heuvel) onmogelijk. Er werden veertien uitgangen van het dassenhol gevonden, onderzoek wees echter uit dat het grootste gedeelte van de gangen onder de grafheuvel gegraven zijn. In een dassengang werden scherven van een Schräghals-urn gevonden (ca. 800 tot 600 v.Chr.).
Heuvel 7 stamt uit de Vroege IJzertijd. Vlak bij het middelpunt werden grote fragmenten verbrand hout aangetroffen met daartussen 250 kleine stukjes brons. Deze brandstapel werd in zijn geheel bedekt door de grafheuvel (brandheuvel). Door corrosie werden de stukjes brons niet opgemerkt door een metaaldetector. Dit gedeelte van de grafheuvel werd en bloc verwijderd en het uitprepareren heeft twee jaren in beslag genomen. Met behulp van röntgenonderzoek werden meer bronzen objecten gevonden. Ook is een stukje spaakbeen aangetroffen. In totaal zijn 525 stuks bronzen krammen van 3 tot 5 en negen krammen van 10 millimeter in doorsnee aangetroffen, de buitenkant van deze objecten was vertint. Aangenomen wordt dat het om beslag van een paardentuig gaat.
Boven de brandstapel, gescheiden door een laag plaggen, werd de Schräghals-urn gevonden. Deze bevatte verbrande stukjes menselijk bot van een man van tussen de 23 en 40 jaar oud. Verbrandingssporen doen vermoeden dat het om één en dezelfde persoon gaat.
In heuvel 7 werd een grafkuil aangetroffen, vergelijkbaar met de drie graven bij heuvel 2. Aangenomen wordt dat hier de resten van een gehangene begraven zijn.

### Heuvel 8
Heuvel 8 komt uit het begin van de Midden-Bronstijd. De heuvel werd in 64-65 (als tumulus I) voor driekwart opgegraven. In heuvel 8 werd een in gestrekte houding (op de rug) begraven lijksilhouet opgegraven. De plaggenheuvel was rond, 60 centimeter hoog en had een diameter van 12 meter.
In 2004 werd de rest van de heuvel opgegraven. Er werden twee urnen met gecremeerde resten aangetroffen. Een uit een latere periode van de Midden-Bronstijd (de urn bevatte botfragmenten die na verbranding zijn bewerkt met geometrische motieven) en een uit de Vroege IJzertijd.

### Heuvelsporen 9 tot 12
Tussen de zichtbare heuvels (ten noorden van de rij en ten zuiden van heuvel 3) werden sporen van vier kringgreppels aangetroffen, de heuvels zijn in de loop der eeuwen afgevlakt. De urnengraven 9 tot 12 stammen uit de Vroege IJzertijd. Sporen 9 en 12 bevatten geen resten van een graf (meer), binnen greppel 10 werd één urn met crematieresten opgegraven en graf 11 bevatte twee urnen (zonder crematieresten).

### Palenrijen
Er zijn vijf verschillende palenrijen aangetroffen, ze stammen uit de Vroege IJzertijd. Drie palenrijen zijn kort, de andere twee hebben een lengte van 70 en 110 meter. De palen waren 20 tot 30 centimeter in doorsnee en werden zo'n 80 centimeter ingegraven.
Een palenrij raakt nooit een heuvel en is nooit gericht op het centrum van een van de grafheuvels, ze lijken de ruimte onder te verdelen.
Naast de palenrijen zijn enkele structuren van twee of vier palen aangetroffen. De twee palen kunnen onderdeel zijn geweest van een toegangspoort, de vier zijn misschien gebruikt voor een platform om de lichamen (voor de crematie) te laten vergaan.

## Volksverhalen
Er zijn volksverhalen verbonden aan deze grafheuvels, Jan Cunen heeft ooit het volksverhaal opgetekend dat vermeldt dat op de heide een vorst begraven moet zijn.
De grafheuvel wordt ook wel Hansjoppenberg genoemd, het Hans Joppenpad herinnert hier nog aan. Er zijn meerdere verhalen over de kabouter Hans Joppen. De kabouter woonde op de heide tussen De Peel en Maaskant en liep met mensen mee. De kabouter zei altijd ik ben er, tot ziens en verdween dan bij een grote heuvel.
Ook over De Zevenbergen bestaat een volksverhaal. Een kolenbrander smeedt een snood plan als acht personen om onderdak vragen. Hij bedwelmt het gezelschap, maar één persoon vertrouwde het niet en is al eerder vertrokken. De zeven worden gedood en de lichamen worden nabij de hut van de kolenbrander begraven. De ontsnapte persoon roept de stamhoofden bijeen en onder de oude eik wordt de kolenbrander veroordeeld tot de dood. Vlak bij de hut wordt een galg opgericht, maar de kolenbrander zegt onschuldig te zijn. De aarde beeft en zeven gebalde vuisten komen hoog op. Een zwart monster komt uit de bossen en sleept de kolenbrander naar de diepte. De zeven vuisten worden zeven kleine bergen.